# Sabadabadá
Sabadabadá, también conocido con los títulos de De 12 a 2 y De 11 a 1, fue un programa infantil de televisión emitido desde el 3 de enero de 1981 hasta 1984 en TVE.

## Historia
Bajo el título de De 12 a 2, respondiendo al horario de emisión, comenzó a emitirse en la mañana de los sábados este macro-programa infantil dirigido por José Antonio Plaza.
La presentación correspondía a Mayra Gómez-Kemp, Rosa María Otero (una profesional de la radio) y Carmen Lázaro, que se encargaba de presentar una sección dedicada al mundo de las plantas. Colaboraban en el espacio el showman Torrebruno, que se encargaba de los juegos y concursos, además de aportar su música al programa (especialmente popular se hizo el tema Tigres y leones), el dibujante José Ramón Sánchez, los muñecos de Alejandro Millán (el lobo Fortunato, la tía Josefina...) y Mercedes Rodríguez de la Fuente, hija del entonces recién desaparecido Félix Rodríguez de la Fuente, que acercaba a los niños al Reino animal y que sólo se mantuvo en el espacio durante algunas semanas; finalmente había una sección con marionetas animadas, conducida por un muñeco llamado Horacio Pinchadiscos - igualmente creado por Millán - disc-jockey que daba paso a un peculiar hit-parade de los éxitos musicales del momento representado por el alter ego en marioneta de los cantantes más famosos.
Pocos meses después, con el cambio de horario del espacio (De once a una), el programa pasó a llamarse en un primer momento De 11 a 1, y después Sabadabadá. Desde el 21 de enero de 1982, el programa se trasladó a la tarde de los jueves adquiriendo su título definitivo de Dabadabadá. 
Al finalizar la temporada 1981-1982, Mayra Gómez-Kemp abandonó el programa para comenzar a presentar el concurso Un, dos, tres... responda otra vez. Ello produjo cambios más profundos en el espacio: José Antonio Plaza, Rosa María Otero y Carmen Lázaro también dejaron Dabadabada.
La sintonía fue interpretada por el grupo "Tramontana". Ese mismo año estrenan un disco dirigido al público infantil con el mismo título "Dabadabadá" bajo el sello discográfico Edi-Master. El álbum incluye el tema original del programa, algunos temas totalmente nuevos y en la Cara B temas relacionados con los personajes de la serie de Tintín.
Desde 1983 y hasta su cancelación definitiva a mediados de 1984, Ramón Pradera, hasta el momento realizador del programa se hizo cargo de la dirección. El espacio pasó a emitirse de lunes a jueves con media hora de duración y se incorporó a la presentación la joven Sonia Martínez, acompañada de un muñeco parlanchín, llamado Paco Micro, y al que ponía voz el actor José Carabias.
El programa desapareció al finalizar la temporada 1983-84, siendo sustituido por otro del corte similar, titulado El kiosco, presentado por Verónica Mengod.

## Artistas invitados
Durante los años que duró el programa, desfilaron por el plató los artistas y cantantes más admirados por el público infantil de la época, como Parchís, Enrique y Ana, Regaliz, etc. 
Fue también en este espacio donde debutó artísticamente el bailarín Joaquín Cortés, con tan sólo doce años, haciendo coreografías de los éxitos musicales infantiles. Y, en una sección de pequeños nuevos talentos, la cantante Marta Sánchez, con quince años, se ponía por primera vez delante de una cámara.
Durante unos meses, en 1982, tras la marcha de Mayra Gómez Kemp y antes de la llegada de Sonia Martínez, el programa fue presentado por ídolos infantiles de la época como Pancho y Javi (José Luis Fernández y Juan José Artero) o Tito y Piraña (Miguel Joven y Miguel Ángel Valero).
Los pequeños tuvieron también ocasión de entrevistar a destacados personajes del mundo de la cultura y el deporte como Núria Espert, José María Rodero o Paquito Fernández Ochoa.

## Premios
- TP de Oro. Mejor Programa Infantil. (1981).
- TP de Oro. Mejor Programa Infantil. (1983).

## Ficha técnica
- Dirección: José Antonio Plaza / Ramón Pradera
- Realización: Ramón Pradera / Adriano del Valle
- Guion: Fernando de Olid
- Producción: Jaime Álvarez
- Sintonía original: Tramontana